# ديفالدو سوراجي
ديفالدو سوراجي (5 مارس 1937 - 21 مارس 2015) كان اقتصاديًا وسياسيًا برازيليًا. شغل سروجى منصب حاكم ولاية ألاغواس البرازيلية لثلاث فترات: 1975-1978، 1983-1986، 1995-1997.